# Hunnan
Hunnan (chinesisch 浑南区, Pinyin Húnnán Qū) ist ein Stadtbezirk der Unterprovinzstadt Shenyang im Norden der chinesischen Provinz Liaoning. Er hat eine Fläche von 808,9 km² und zählt 798.765 Einwohner (Stand: Zensus 2020). Bis zum 17. Juni 2014 trug der Stadtbezirk den Namen "Dongling" (东陵区).

## Administrative Gliederung
Auf Gemeindeebene setzt sich Hunnan aus 14 Straßenvierteln zusammen. Diese sind:
| Straßenviertel Baita (白塔街道); Straßenviertel Donghu (东湖街道); Straßenviertel Gaokan (高坎街道); Straßenviertel Hunhe Zhandong (浑河站东街道); Straßenviertel Lixiang (李相街道); Straßenviertel Mantang (满堂街道); Straßenviertel Shenjingzi (深井子街道); | Straßenviertel Taoxian (桃仙街道); Straßenviertel Wangbin (王滨街道); Straßenviertel Wangjia (汪家街道); Straßenviertel Wusan (五三街道); Straßenviertel Yingchengzi (营城子街道); Straßenviertel Yingda (英达街道); Straßenviertel Zhujia (祝家街道). |